# Кастель, Игорь Николаевич
И́горь Никола́евич Касте́ль (25 июля 1912, Самара — 1992, Москва) — советский архитектор. Проектировал жилые дома, школы, кинотеатр, станции метрополитена «Чистые пруды» и «Павелецкая-кольцевая» в Москве. Велики и его заслуги в послевоенном восстановлении Твери (в те годы Калинина). Член Союза советских архитекторов (с 1934). Доктор архитектуры (с 1978), профессор МАРХИ, декан спецфакультета.

## Биография
Игорь Кастель родился 25 июля 1912 года в Самаре. С 12 лет жил у отца в Германии. Учился в школе-интернате в Оберхофе, окончил Политехнический институт в Штрелице.
В 1933 вернулся в СССР. С 1933 по 1941 год работал в мастерской № 6 Моссовета (руководитель Н. Д. Колли). В этот период принимал участие в проектировании и строительстве станции метро «Чистые пруды», санатория Наркомпрома в Сочи, Центрального стадиона СССР в Измайлове. Принимал участие в разработке проекта застройки Садового кольца и реконструкции Московского зоопарка (автор проекта обезьянника, дома бегемотов и других объектов).
Во время Великой Отечественной войны И. Н. Кастель занимался разработкой проектов восстановления городов. Занимался реконструкцией центра города Калинина (ныне Тверь). Разработал проект реконструкции Московской и Советской площадей. Автор проекта административного здания на Советской площади. После окончания войны совместно с Н. Д. Колли спроектировал станцию метро «Павелецкая» кольцевой линии.
В 1949—1954 годах работал в мастерской № 1 института «Моспроект-1». За этот период по его проекту был построен дом для сотрудников стального института по адресу улица Валовая 2-4/44, где сам И. Н. Кастель также получил квартиру, 5-этажный дом Министерства нефтяной промышленности, дом Мосэнергожилстроя на Чкаловской (в наши дни улица Земляной Вал, дом 39), жилой комплекс Фрунзенской ТЭЦ (Бережковская набережная, 12), административное здание Метропроекта (улица Зацепский Вал, 16), дом на Большой Каширской улице и другие здания. Позднее в соавторстве с М. С. Браславским построил однозальный широкоэкранный кинотеатр «Спутник» в Лефортове.
С 1954 года руководил архитектурной мастерской Специального архитектурно-конструкторского бюро, где занимался разработкой типовых проектов дошкольных учреждений, школ, ПТУ и других. До 1978 года руководил научно-исследовательским отделом МНИИТЭП, где занимался разработкой системы культурно-бытового обслуживания жилых районов Москвы, а также проектировал типовые жилые и общественные здания для комплексной застройки.
Параллельно с основной работой на протяжении 20 лет руководил дипломным проектированием на кафедре архитектуры МИСИ, а затем — на кафедре архитектуры общественных зданий в МАРХИ. С 1978 года — декан специального факультета по переподготовке архитекторов высшего звена. В 1981—1985 годах занимался исследованием на тему «Общетеоретические и методические основы совершенствования переподготовки архитекторов».
Автор ряда научных публикаций. Кандидат архитектуры с 1948 года. Доктор архитектуры с 1978 года. Член Союза архитекторов СССР с 1934 года. Член КПСС с 1963 года. Являлся членом правления и членом ревизионной комиссии Московской организации Союза архитекторов.